# Yuragi
Yuragi (jp. 揺らぎ, stylizowane yuragi) to japoński zespół grający muzykę z pogranicza shoegaze, dream pop i indie pop.

## Członkowie
W nawiasach podano pseudonimy członków zespołu.
- Mirai Akita (miraco) - wokal, gitara, pianino
- Kantaro Kometani (Kntr) - gitara, syntezator
- Yusuke Suzuki (Uji) - bass, chór
- Yusei Yoshida (Yusei) - perkusja

## Historia
Utworzony został w 2015 roku przez miraco i Yusei.
W marcu 2016 roku wydali ich pierwszy singiel „bedside”. W grudniu tego samego roku wydali swoją pierwszą EP „nightlife EP”.
W sierpniu 2018 roku wydali EP pt. „Still Dreaming, Still Deafening”, produkcją zajęła się wytwórnia FLAKE SOUNDS. Pod reżyserią Pennacky został utworzony teledysk do piosenki „Unreachable”.
W lutym 2019 roku Yuragi zaprosiło dwa zespoły - Hitsujibungaku i No Buses do zorganizowania wydarzenia „Wearning The Inside Out”. W lipcu 2019 roku wystąpili na Fuji Rock Festival w kategorii ROOKIE A GO-GO. W grudniu tego roku wydali EP „Still Dreaming, Still Deafeaning: Remixes & Rarities”, zawierający zremiksowane wersje piosenek z ich wcześniejszego wydania.
W czerwcu 2021 roku wydali swój pierwszy album „For You, Adroit It But Soft” nakładem FLAKE SOUNDS.
W styczniu 2023 roku zespół wydał swój drugi pełny album pt. „Here I Stand” nakładem FLAKE SOUNDS.

## Dyskografia
| Tytuł albumu                                        | Data wydania       |
| --------------------------------------------------- | ------------------ |
| bedside                                             | 30 marca 2016 r.   |
| nightlife EP                                        | 27 grudnia 2016 r. |
| Still Dreaming, Still Deafening                     | 8 sierpnia 2018 r. |
| Still Dreaming, Still Deafening: Remixes & Rarities | 18 grudnia 2019 r. |

| Tytuł albumu                                    | Data wydania        |
| ----------------------------------------------- | ------------------- |
| For You, Adroit It But Soft                     | 30 czerwca 2021 r.  |
| For You, Adroit It But Soft: Remixes & Rarities | 19 stycznia 2022 r. |
| Here I Stand                                    | 5 kwietnia 2023 r.  |